# Junk Art
Die Junk Art ist eine Sparte der zeitgenössischen Kunst, die Gerümpel (englisch= junk) als Ausgangsmaterial verwendet.
Den Begriff prägte der Kunstkritiker Lawrence Alloway in den 1950er Jahren, der in Anlehnung an die Wendung junk culture für industriell gefertigte Kitschprodukte diesen Begriff in die Kunstkritik einführte.

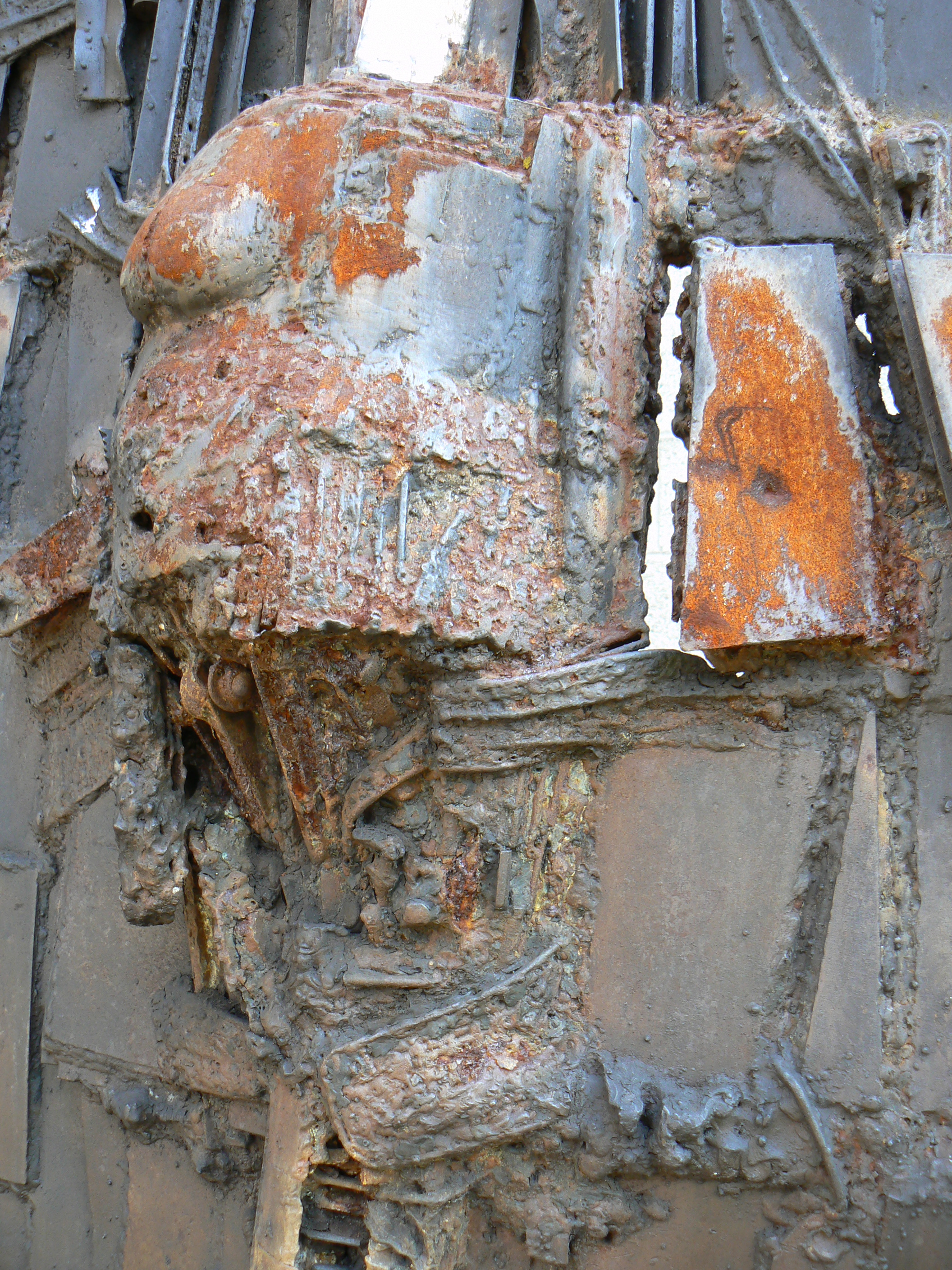
César L’homme de figanières, Duisburg

Zu den bekanntesten Künstlern der Junk Art zählen die Amerikaner John Angus Chamberlain, Lee Bontecou, Edward Kienholz und Richard Stankiewicz (1922–1983).
Auch europäische Künstler aus dem Umfeld von Neodada und Nouveau Réalisme wie César und Jean Tinguely verwendeten Abfallprodukte und Müll für ihre Skulpturen.
Seit den 1950er Jahren entstanden im Rahmen der Junk Art Kunstwerke aus gebrauchten Jutesäcken  (Alberto Burri), abgefahrenen Autoreifen (Allan Kaprow) oder gebündelten Zeitungen (Mario Merz).
Werke der Junk-Art wurden auch aus Gegenständen hergestellt, die Spuren eines Aufstands trugen, und haben in der Regel einen gesellschaftskritischen Subtext.